# Nikołaj Aleksiejew (rewolucjonista)
Nikołaj Aleksandrowicz Aleksiejew (ros. Никола́й Алекса́ндрович Алексе́ев, ur. 4 listopada?/16 listopada 1873 w Szostce, zm. 15 maja 1972 w Moskwie) – rosyjski rewolucjonista i lekarz, radziecki urzędnik i polityk.

## Życiorys
Skończył gimnazjum w Nowogrodzie Siewierskim, później studiował w Wojskowej Akademii Medycznej w Petersburgu, był członkiem SDPRR od momentu jej powstania. Wielokrotnie aresztowany, m.in. w styczniu 1898 pod zarzutem udziału w Związku Walki o Wyzwolenie Klasy Robotniczej, został wydalony z uczelni i zesłany do Jakucji, w 1899 zbiegł z zesłania i udał się za granicę. Od 1900 do 1905 mieszkał w Londynie, gdzie w 1902 poznał Lenina, w 1905 pełnił funkcję sekretarza 3 zjazdu partii. W 1905 wrócił do Rosji, w latach 1908–1910 kontynuował studia medyczne, tym razem w Tartu, w latach 1911–1915 pracował jako lekarz w guberni irkuckiej. Podczas I wojny światowej został zmobilizowany do armii, pracował w szpitalu wojskowym i jako starszy lekarz pułku piechoty, po rewolucji lutowej został członkiem Irkuckiej Rady Delegatów Żołnierskich i komitetu Irkuckiej Zjednoczonej Organizacji Socjaldemokratycznej, uczestniczył w wojnie domowej w Rosji. Brał aktywny udział w ustanawianiu władzy radzieckiej w Irkucku i w likwidacji kołczakowszczyzny, był przewodniczącym jednego z powiatowych komitetów rewolucyjnych w guberni irkuckiej i zastępcą przewodniczącego gubernialnego oddziału zdrowia w Irkucku oraz kierownikiem gubernialnego oddziału zdrowia w Krasnojarsku. Od 1922 pracował w Moskwie, m.in. w Kominternie i aparacie KC RKP(b), wykładał również na uczelniach. W latach 1931–1933 pracował w Przedstawicielstwie Handlowym ZSRR w Londynie, po powrocie pracował w instytucie naukowo-badawczym, a podczas wojny z Niemcami jako starszy konsultant Ludowego Komisariatu Handlu Wewnętrznego ZSRR, w 1954 przeszedł na emeryturę. W 1961 był delegatem na XXII zjazd partii. Został pochowany na Cmentarzu Nowodziewiczym. Jego syn Władimir był radzieckim admirałem i Bohaterem Związku Radzieckiego.

## Odznaczenia
- Złoty Medal „Sierp i Młot” Bohatera Pracy Socjalistycznej (16 listopada 1963)
- Order Lenina (dwukrotnie, 5 marca 1955 i 16 listopada 1963)
- Order Czerwonego Sztandaru Pracy (31 lipca 1958)
- Order „Znak Honoru” (8 września 1945)

I medale.